# Pedro Teixeira (Mathematiker)
José Pedro Teixeira (* 13. Juli 1857 in Condeixa-a-Nova; † 24. August 1925 ebenda) war ein portugiesischer Mathematiker.

## Leben
Er studierte Mathematik an der traditionsreichen Universität Coimbra, wo er 1888 promovierte. 1891 ging er an die Academia Politécnica do Porto. 1911 ging aus dieser die neugegründete Universität Porto hervor, an der Teixeira Dozent wurde. Parallel war er weiter in der Forschung tätig und veröffentlichte eine Vielzahl Artikel zu Mathematik und Elektrotechnik.
Er war seit 1895 korrespondierendes Mitglied der Academia das Ciências de Lisboa, der Akademie der Wissenschaften in Lissabon, und nahm an verschiedenen portugiesisch-spanischen Kongressen teil, so in Porto 1921 und in Salamanca 1923.
Er starb 1925 in seiner Heimatstadt Condeixa.

## Ehrungen
Die Stadt Porto benannte in der Freguesia Paranhos eine Straße nach ihm.